# Brauerei Feldschlösschen Heinrich Treiber

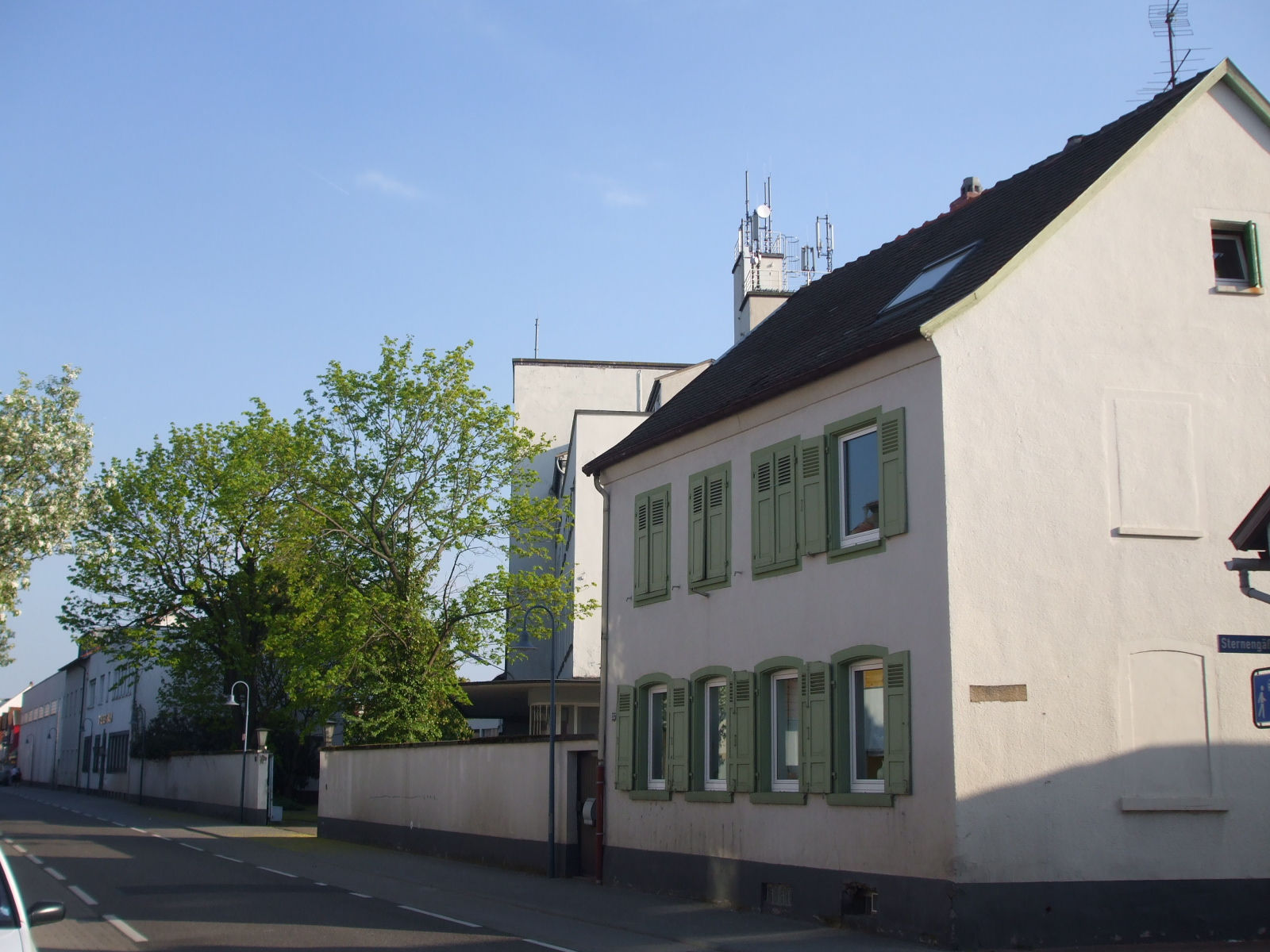
Brauerei Treiber, ehemaliges Brauerhaus

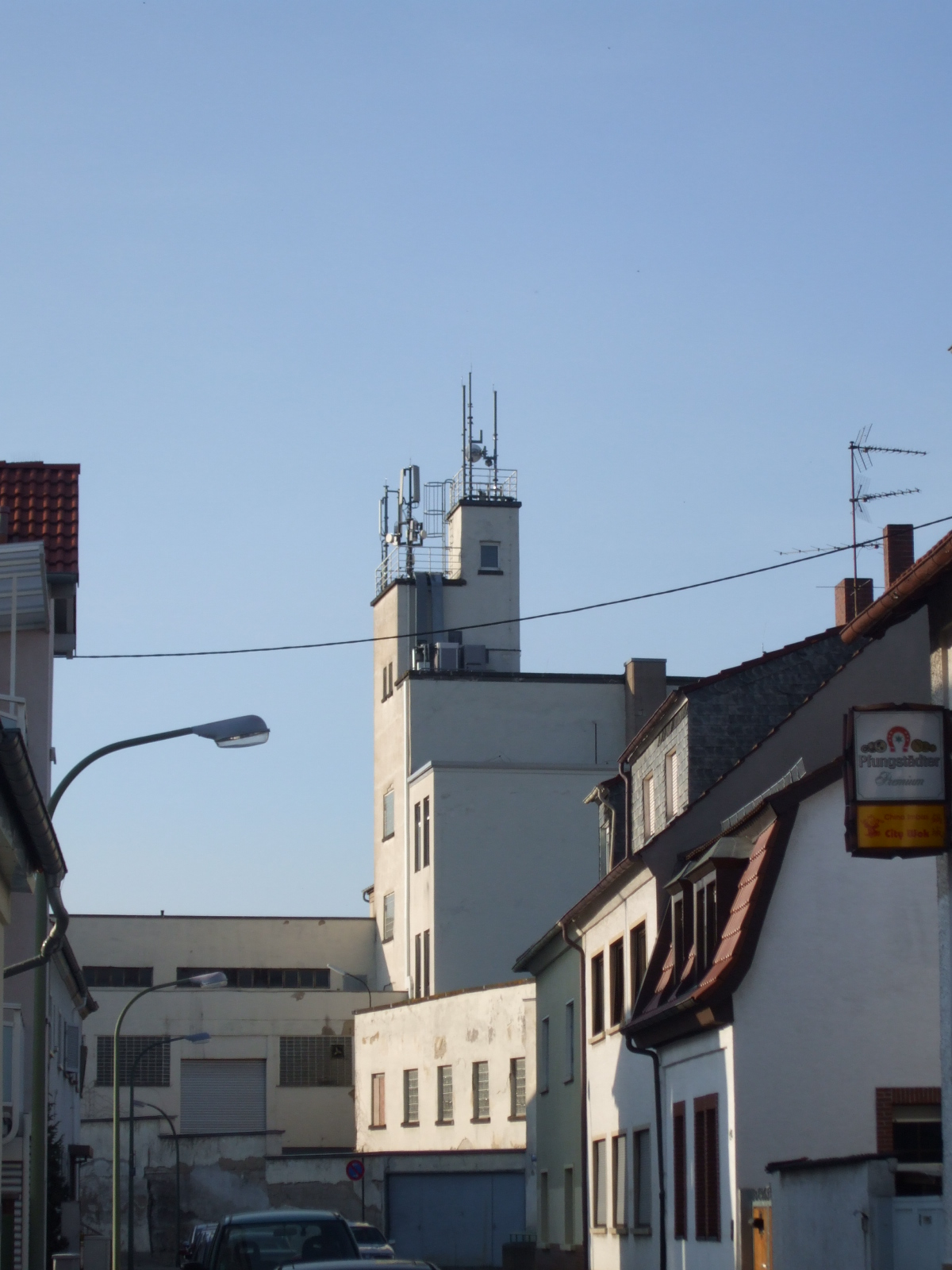
Turm der Brauerei Treiber

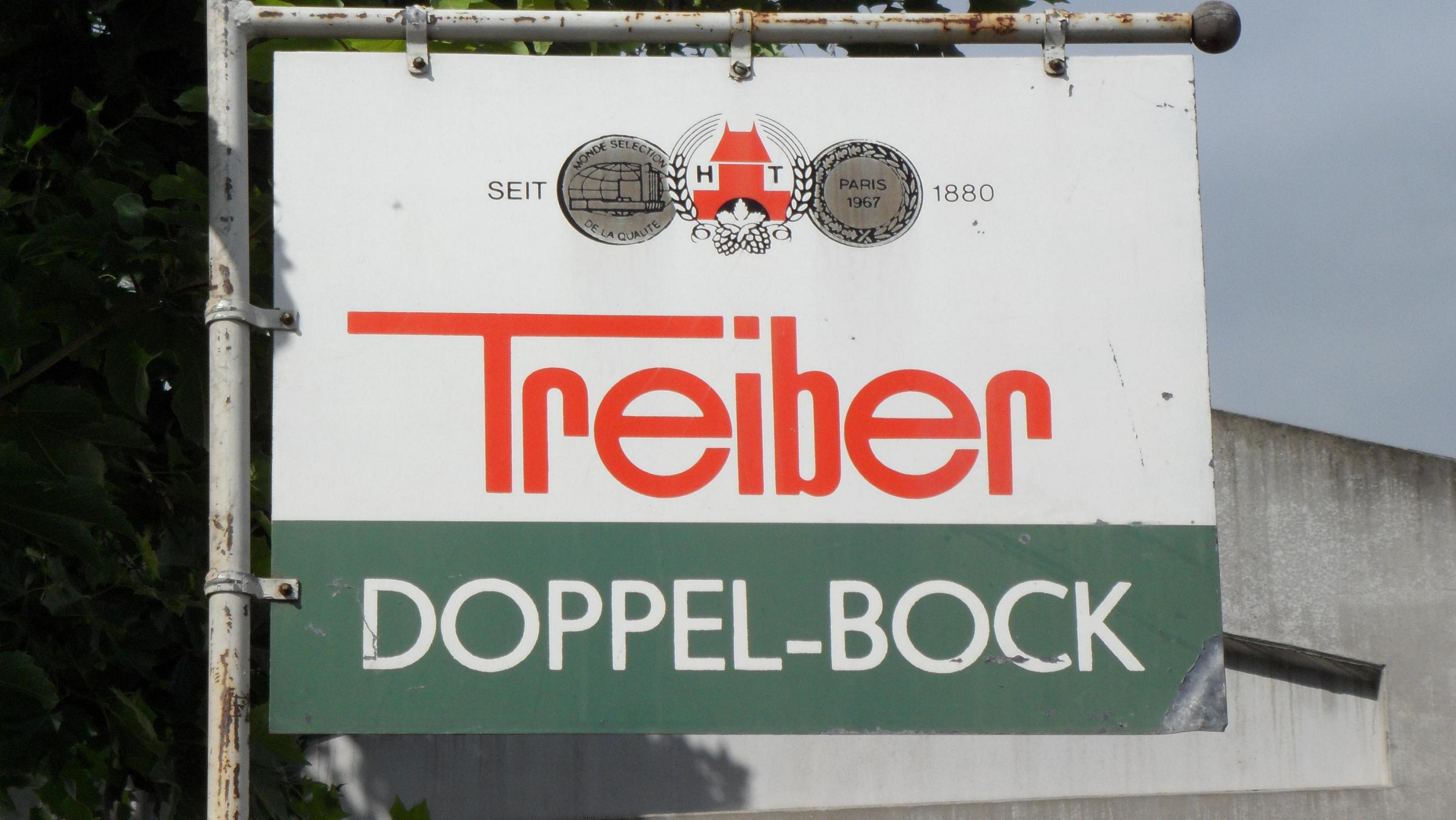
Schild Treiber-Bier

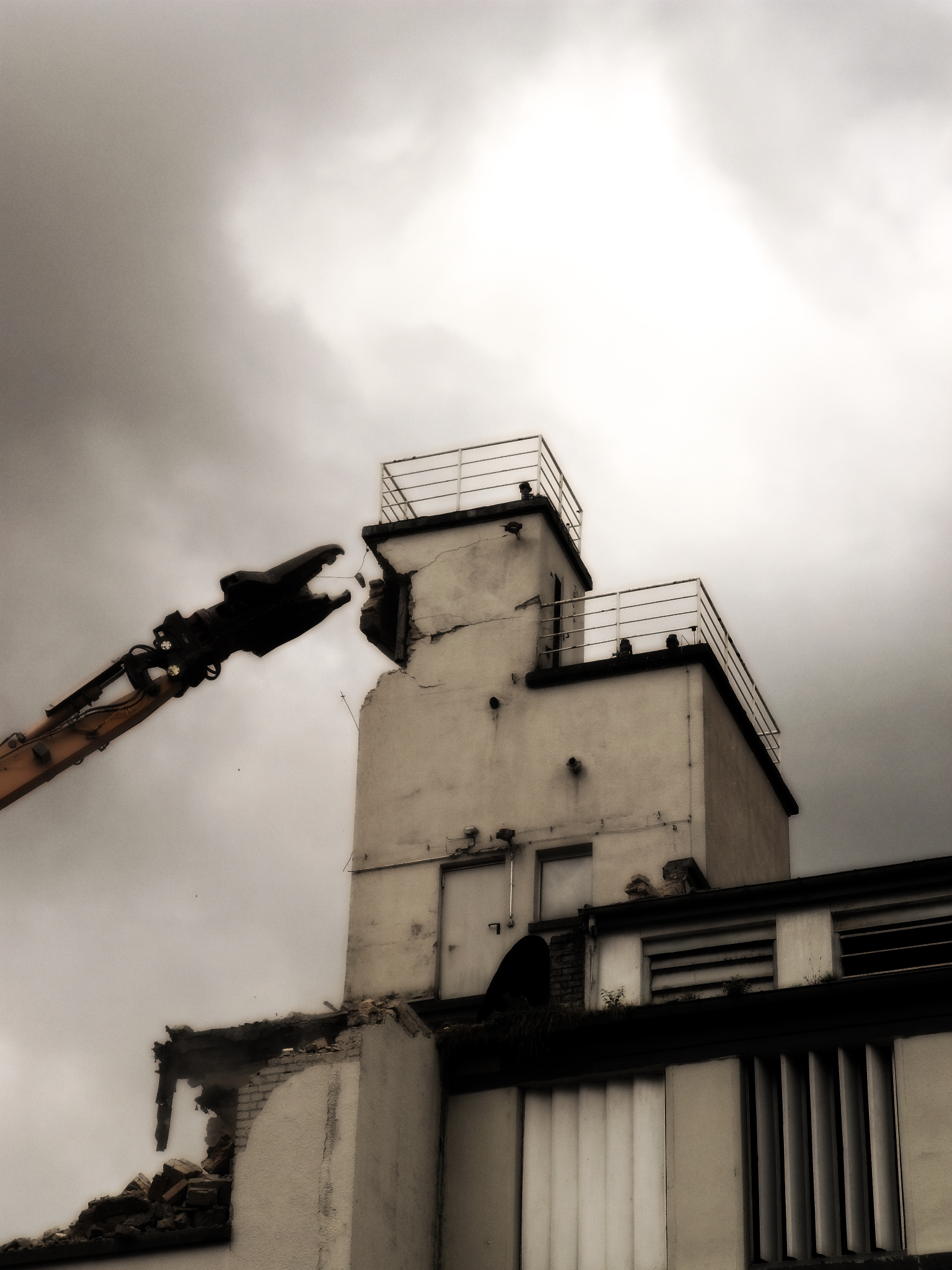
Abriss der Treiber Brauerei

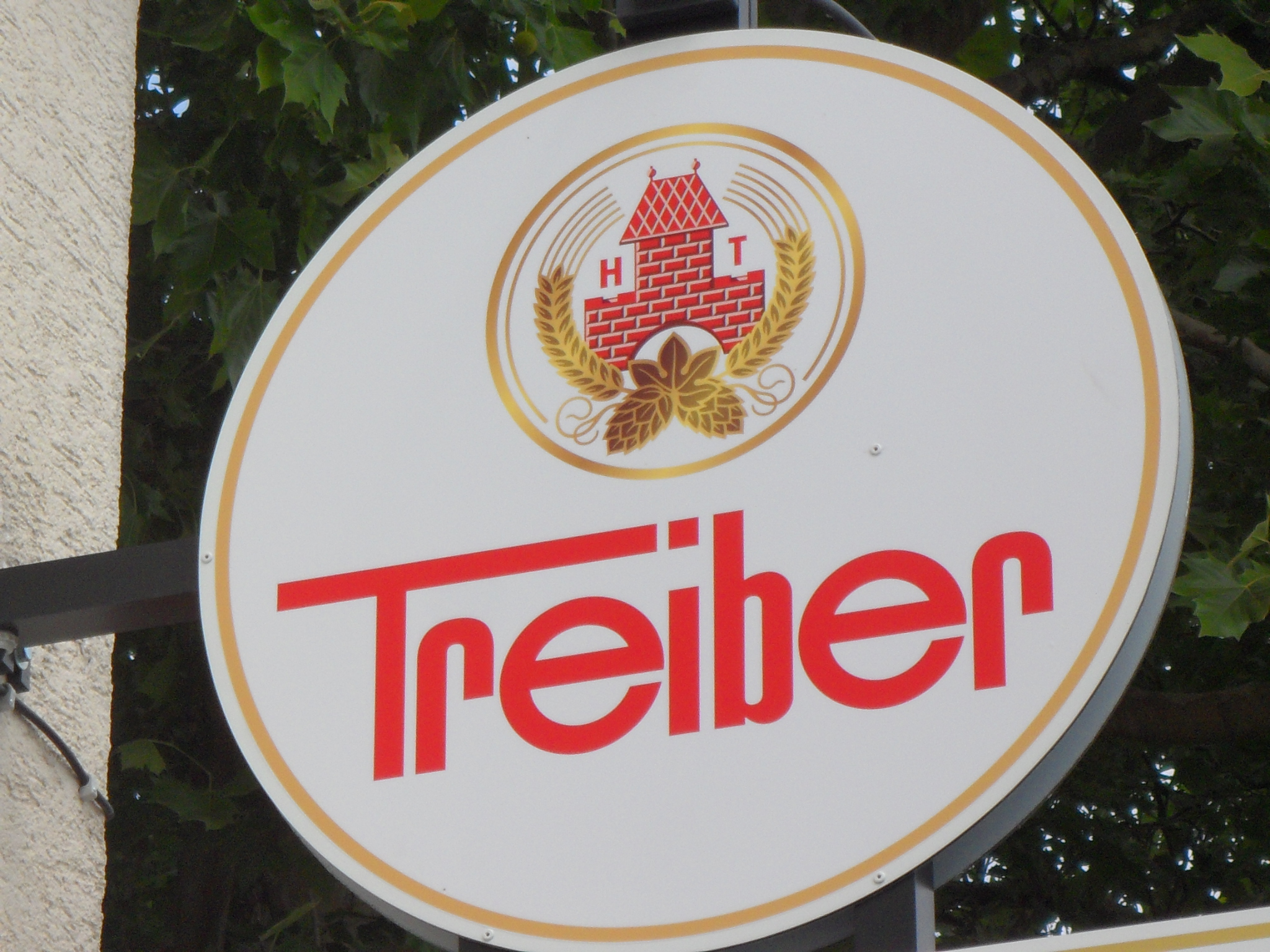
Treiber-Bier-Reklame 2015

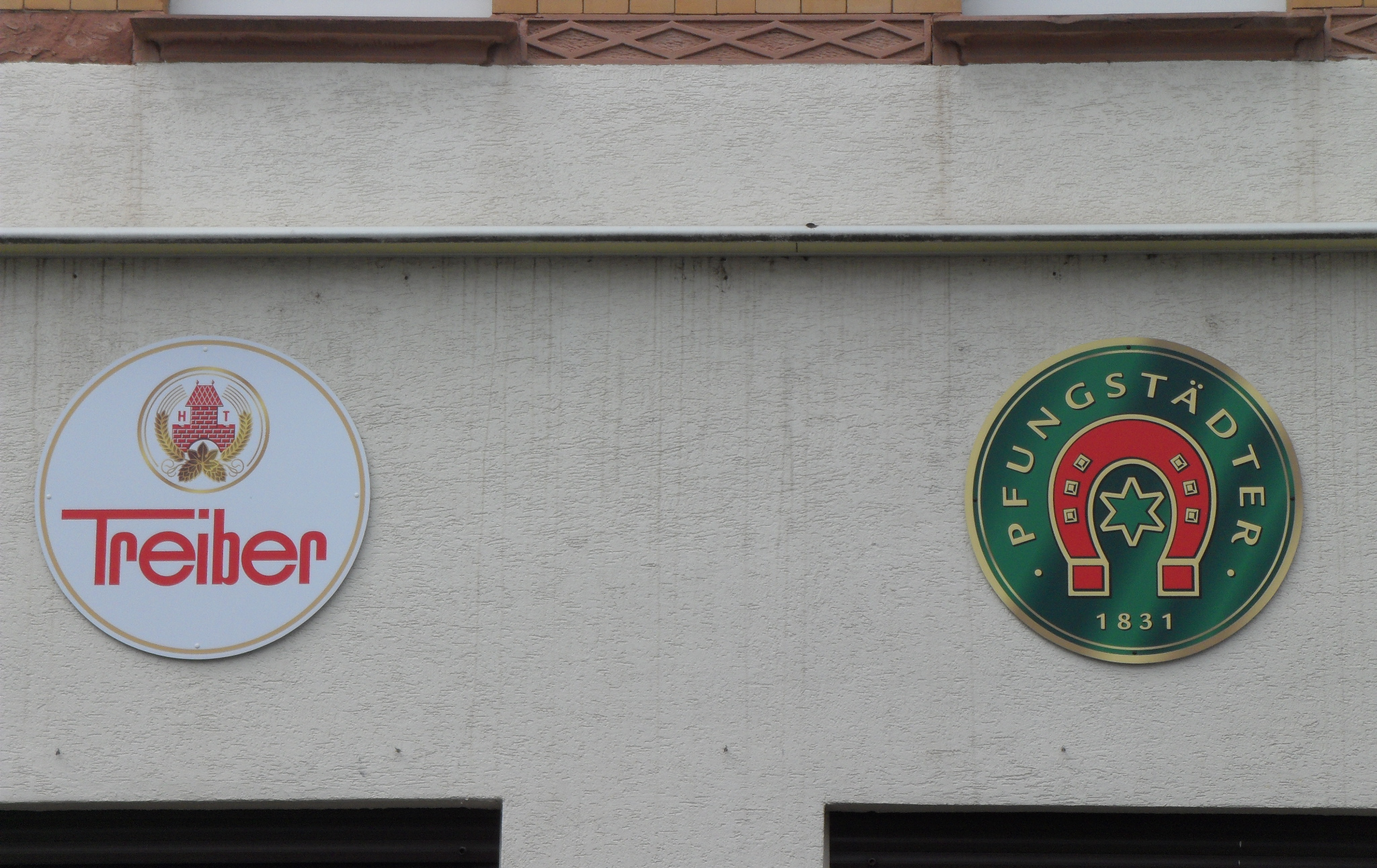
Treiber-Pfungstädter-Reklame 2015

Die Brauerei Feldschlösschen Heinrich Treiber war eine der größeren Brauereien in der Vorderpfalz. Im heutigen Ludwigshafener Stadtteil Oggersheim wurde von 1880 bis in die 1980er Jahre Bier gebraut. Rund einhundert Jahre war die Brauerei in Familienbesitz.

## Geschichte der Brauerei

### Brauerei in der Gründergeneration 1880–1904
Im Alter von 25 Jahren kaufte Heinrich Treiber senior, vom Pleikartsförster Hof, einem Weiler bei Kirchheim stammend, nach dem Besuch der Brauakademie in Worms und den Lehrjahren in verschiedenen Großbrauereien in Neuwied, Dortmund, Hamburg und Altona im Jahr 1880 von der Brauerei Ganß die Brauereinrichtung und Brauerei in der Oggersheimer Stadtmitte. Diese Braustätte wurde nun von Georg Ganß nur noch als Mälzerei betrieben. Außerdem erwarb Treiber den Bierkeller und Biergarten Kunstgarten bzw. Zum Feldschlösschen. Dort baute Treiber nun am Ganßschen Kunstgarten, außerhalb der Stadt Richtung Frankenthal gelegen, eine neue Brauerei mit neuem Sudhaus. 1894 erwarb der Brauergründer von Ganß zusätzlich den Mälzereibetrieb im Stadtzentrum. Heinrich Treiber starb bereits 1904 mit 49 Jahren an Diabetes. Nun betrieb seine zweite Ehefrau Anna Friederike Elise Heft (1865–1933) – die erste Ehefrau Magdalena Hupfer (1855–1893), Tochter eines Wattefabrikanten in Oggersheim war früh verstorben – in Erbengemeinschaft mit den Kindern und mit Unterstützung des Neffen Georg Jakob Treiber als Braumeister die Brauerei weiter.

### Brauerei in zweiter und dritter Generation 1904–1962
Georg Jakob Treiber wurde 1878 wie der Firmengründer auf dem Pleikartsförster Hof geboren. 1904 heiratete er in Oggersheim Maria Queva (1883–1959), die Nichte Josef Quevas. Heinrich Treiber junior übernahm um 1913 als kaufmännischer Leiter mit seinem Bruder Julius als technischem Leiter die Brauerei, die 1913 vom Familienbetrieb zur OHG umgewandelt wurde.
1920 wurde Heinrich Treiber jun. für die SPD zum hauptamtlichen Bürgermeister von Oggersheim gewählt und schied aus der Firma aus. Ihm gehörte nun die ehemalige Mälzerei im Ortszentrum; sein Bruder Willy Treiber als kaufmännischer Leiter und Julius Treiber als technischer Leiter führten die Firma gemeinsam. 1935 bis 1939 wurde die Brauerei Treiber nach und nach vergrößert und modernisiert. Die Brauerei beteiligte sich in Oggersheim-Notwende am Bau zweier Siedlungshäuser. Das alte Sudhaus wurde 1935 durch ein neues ersetzt, und 1936 wurde ein modernes Verwaltungsgebäude erbaut. Die Firma bewarb sich um eine Anerkennung als Musterbetrieb.
Walter Treiber wurde im Zweiten Weltkrieg Leutnant und stieg 1947 nach der Entlassung aus der Kriegsgefangenschaft, zunächst als Brauereimeister, in die Brauerei ein. Mit der Währungsreform wurde die Firma vergrößert, und die Produktpalette 1953 u. a. um die alkoholfreie Markenabfüllung von Afri-Cola und Bluna erweitert.
Nach dem Tod Julius Treibers 1950 war Willy Treiber mit seinem Neffen Walter gemeinsam Besitzer der Brauerei. Willy Treiber heiratete kurz vor seinem Tod 1962 Sophie Göhring. Zwei weitere Kinder des Firmengründers waren nicht mit Brauereibetrieb befasst.

### Brauerei in vierter Generation 1962–1982
Nachdem der Vater Julius 1950 und sein Onkel Willy Treiber 1961 verstorben waren, wurde Walter Treiber 1962 alleiniger Firmenchef. Treiber unterhielt Depots in Alzey, Haßloch, Heidelberg, Mannheim, Viernheim und auf Sylt und beschäftigte 140 Personen. Die Brauerei florierte bis in die 1980er Jahre, Walter Treiber übertrug seinen Kindern trotz entsprechender Ausbildungen die Weiterführung des Brauereibetriebs nicht, sondern verkaufte 1982 die Brauerei bzw. die Marke Treiber Bier an die Pfungstädter Brauerei Hildebrand GmbH, welche die Bierproduktion nach Pfungstadt verlegte. Der Vertrieb und die Verwaltung blieben bis 1990 in Oggersheim. Die Brauerei Treiber GmbH verschmolz 2018 auf die Pfungstädter Brauerei.

### Wiederbelebungsversuch und Ende der Braustätte
Ende 1986 versuchte Henryk Orlik mit einem Premium Spezial obergärig + (hell), die Braustätte als Hausbrauerei unter dem Namen Oggersheimer Pfalzbräu GmbH ohne Erfolg wiederzubeleben. Die Firma wurde 1990 wieder aus dem Handelsregister gelöscht. Verschiedene Kleinfirmen mieteten sich ohne längere Dauer in Teile der Firmengebäude ein. Das Brauereigebäude verfiel nach und nach. Walter Treiber starb 2005, seine zweite Frau 2010. Die Firmenadresse der Brauerei Treiber GmbH blieb bis 2010 gemeinsam mit Pfungstädter Niederlassung noch in Ludwigshafen-Oggersheim. Der Sitz der Brauerei Treiber GmbH zog dann ebenfalls nach Pfungstadt um, der Vertrieb war dann bei der Tochterfirma Köthener Brauerei beheimatet. 2012 wurde die Treiberbrauerei in Oggersheim schließlich zugunsten des Baus von Wohnhäusern abgerissen. Das Bier, Pils und Export, wurde von der Brauerei in Köthen in Sachsen-Anhalt, die ebenfalls zum Pfungstädter Konzern gehört, in schlichter Aufmachung als Bier der unteren Preisklasse angeboten und länger nicht mehr aktiv vermarktet.

### Neue Vermarktung des Treiber Biers
Ab 2015 wurde das Treiber Bier in neuem Design der Flaschenform und der Etiketten mit der Brauerei-Adresse Pfungstadt wieder aktiv vermarktet, in den Sorten „Pils“ und das exportähnliche „1880“.